# Tratado de Cazola
O Tratado de Cazola foi assinado em 20 de março de 1179 por Afonso II de Aragão e Afonso VIII de Castela, no local que alguns pesquisadores colocam na estrada de Medinaceli a Ariza, no chamado Curral de Cacala em Soria.

## Antecedentes
Os interesses expansionistas mútuos dos castelhanos e aragoneses no século XII obrigaram à assinatura de uma série de tratados em que se delimitavam as respetivas áreas de influência nas futuras conquistas, evitando assim possíveis conflitos que esta razão pudesse ocorrer entre ambas as monarquias. Vários tratados foram feitos nesta base: 1140 (Tratado de Carrión), 1151 (Tratado de Tudilén), 1157 (Tratado de Lérida), 1174 e 1177 (Tratado de Cuenca).

## O tratado
Este novo acordo significou a aceitação pelo monarca aragonês de uma limitação de seus direitos territoriais de conquista. Em troca, obteve a anulação das cláusulas de vassalagem que acordos anteriores o haviam deixado em posição de subordinação a Castela.
A Coroa de Aragão recebeu direitos para conquistar Valência e todo o reino de Valência com todos os seus territórios. Da mesma forma, Játiva e Biar foram-lhe concedidos com todos os seus termos e todo o reino de Denia até a cidade de Calpe. Por sua vez, Castela teria o direito de anexar o reino de Múrcia. Assim, traçou-se uma linha imaginária que, a sul de Biar, à altura aproximada do rio Castalia, passando pela Serra de la Carrasqueta e Serra de Aitana, percorreria o curso do rio Algar, terminando em Altea, a sul de Calpe.. Con ello quedaban para Aragón los actuales partidos de Jijona, Villajoyosa, Calpe, Pego, Callosa de Ensarriá y todo el reino de Denia hacia el norte, y para Castilla, Villena, Sax, Novelda, Elche, Orihuela, Alicante, Murcia, Cartagena, entre outros.
Uma parte do tratado que não foi delimitada por topônimos e, portanto, imprecisa, foi a zona oeste. O documento menciona que a Coroa de Aragão tinha direito a "todo o reino de Valência com todos os seus territórios, habitados e desabitados, que lhe pertencem ou deveriam pertencer", mas não se sabe ao certo até onde foram esses territórios. Há pesquisadores que sugerem o Rio Cabriel como limite fronteiriço a oeste; no entanto, outros levam o limite até a Serra de Mira, coincidindo com os atuais limites provinciais entre Cuenca e Valência.
Posteriormente, ambas as partes não cumpririam o acordo, o que levou à assinatura do tratado de Almizra em 1244.

## Tratados relacionados
Em 1229 Jaime I e o rei demitido da Taifa de Valência Zayd Abu Zayd assinaram o Acordo de Calatayud. Um pacto de vassalagem e divisão da Taifa de Valência.